# Nyctemera perissa
Nyctemera perissa är en fjärilsart som beskrevs av Swinhoe 1917. Nyctemera perissa ingår i släktet Nyctemera och familjen björnspinnare. Inga underarter finns listade i Catalogue of Life.